# Campyloneurus tenuilineatus
Campyloneurus tenuilineatus är en stekelart som beskrevs av Cameron 1911. Campyloneurus tenuilineatus ingår i släktet Campyloneurus och familjen bracksteklar. Inga underarter finns listade.